# Alakamisy (Antsirabe II)
Alakamisy – gmina (kaominina) na Madagaskarze z siedzibą w Alakamisy, wchodząca w skład regionu Vakinankaratra, dystryktu Antsirabe II. W 2001 roku zamieszkana była przez 7 751 osób. Główne źródło utrzymania mieszkańców gminy stanowi dochód z rolnictwa.